# Distretto di Busanjin
Busanjin (Hangŭl: 부산진구; Hanja: 釜山鎭區) è un distretto di Busan. Ha una superficie di 29,7 km² e una popolazione di 407.910 abitanti al 2006.